# Sergueï Gorchkov
Pour les articles homonymes, voir Gorchkov.
Sergueï Gueorguievitch Gorchkov (en russe : Сергей Георгиевич Горшков) (né le 6 février 1910 et décédé le 13 mai 1988) est un officier de la Marine soviétique. Admiral flota, puis Admiral Flota Sovietskogo Soïouza au sein de la marine soviétique pendant la Guerre froide, il supervisa son expansion et en fit une force capable de rivaliser avec les flottes occidentales.

## Biographie
Né à Kamianets-Podilskyï (aujourd'hui en Ukraine), Gorchkov grandit à Kolomna, près de Moscou. Il s'engagea dans la marine soviétique en 1927 et sortit diplômé de l’Académie militaire Frounzé en 1931. Il reçut le commandement de navires de surface en mer Noire en 1932. Au cours de la Seconde Guerre mondiale, il se distingua au cours des débarquements dans la péninsule de Kertch, en Crimée, et commandait une escadre de destroyers à la fin de la guerre. En 1956, Nikita Khrouchtchev le nomma commandant en chef de la Marine soviétique, poste qu'il conserva jusqu'en 1985. Sous Léonid Brejnev, il supervisa l'essor massif des forces navales de surface et des forces sous-marines soviétiques, faisant de la Marine soviétique une force capable de défier la puissance navale de l'Occident à la fin des années 1970. En 1967, il est promu au rang d'Admiral Flota Sovietskogo Soïouza.

## Distinctions
- Héros de l'Union soviétique : deux fois
- Ordre de Lénine : sept fois
- Ordre de la révolution d'Octobre
- Ordre de Koutouzov
- Ordre d'Ouchakov
- Ordre de la Guerre patriotique
- Ordre de l'Étoile rouge
- Ordre du Service pour la Patrie dans les Forces armées
- Prix d'État de l'URSS
- Prix Lénine
- Médaille pour la Défense d'Odessa
- Médaille pour la défense du Caucase

## Hommages posthumes
Le nom de l'amiral Gorchkov a été donné à :
- un porte-avions soviétique de classe Kiev, lancé en 1988, Amiral Gorchkov ;
- une nouvelle classe de frégates de la Marine russe, la classe Amiral Gorchkov, dont le premier exemplaire est sorti de chantier en 2015.

## Culture populaire
- Gorchkov est souvent associée à l'expression « "Mieux" est l'ennemi de "Assez bien" », une devise qu'il aurait fait accrocher au mur de son bureau. Des idées similaires furent attribués à Clausewitz et Voltaire.
- Gorchkov apparaît dans le roman de Tom Clancy, À la poursuite d'Octobre Rouge (1984) ou il est chargé de mener la traque contre le capitaine Marko Ramius qui a fait défection au régime soviétique, en dirigeant son sous marin classe Typhoon vers les États-Unis[2].